# Suka Jadi (Kuala Cenaku)
Suka Jadi is een bestuurslaag in het regentschap Indragiri Hulu van de provincie Riau, Indonesië. Suka Jadi telt 1081 inwoners (volkstelling 2010).